# География на Танзания
Танзания е държава в Източна Африка, съставена от две части – Танганайка (континенталната част) и островите Занзибар, Пемба и Мафия. На юг Танзания граничи с Мозамбик (дължина на границата – 615 km), на югозапад – с Малави (530 km) и Замбия (380 km), на запад – с ДРК (459 km), Бурунди (440 km) и Руанда (210 km), на северозапад – с Уганда (420 km), а на север – с Кения (769 km). Общата дължина на сухоземните граници (в т.ч. речни и езерни) е 3823 km. На изток има излаз на Индийския океан с дължина на бреговата ивица 1410 km. Океанските брегове на страната са абразионни и абразионно-акумулативни, съпроводени с малки заливи, слабо разчленени и често обкръжени от коралови рифове. На северозапад в пределите на страната попада около половината от езерото Виктория, на запад – части от езерото Танганика , а на югозапад – части от езерото Малави. Дължината на страната от север на юг е 1670 km, а от запад на изток – 1100 km. В тези си граници Танзания заема площ от 947 303 km². Населението към 1.1.2018 г. възлиза на 56 300 000 души. Столица е град Додома.
Територията на Танзания се простира между 0°59′ и 11°46′ ю.ш. и между 29°36′ и 40°27′ и.д. Крайните точки на страната са следните:
- крайна северна точка – 0°59′04″ ю. ш. 30°46′01″ и. д. / 0.984444° ю. ш. 30.766944° и. д., десен бряг на река Кагера, на границата с Уганда.
- крайна южна точка – 11°45′35″ ю. ш. 36°31′00″ и. д. / 11.759722° ю. ш. 36.516667° и. д., ляв бряг на река Рувума, на границата с Мозамбик.
- крайна западна точка – 4°54′11″ ю. ш. 29°35′42″ и. д. / 4.903056° ю. ш. 29.595° и. д., източен бряг на езерото Танганика при град Уджиджи.
- крайна източна точка – 10°21′07″ ю. ш. 40°26′44″ и. д. / 10.351944° ю. ш. 40.445556° и. д., на брега на Индийския океан, северно от устието на река Рувума.[2]

## Релеф
По-голямата част от територията на Танзания е разположена на Източноафриканското плато с надморска височина над 1000 m. Покрай западните и югозападни граници на страната се простира система от стъпаловидни падини, които са части от Източноафриканската разломна зона. Източната част на платото се характеризира с разчленен блоков и стъпаловидно-блоков релеф, съставен от планините Паре (2464 m), Усамбара (2570 m), Нгуру (2112 m), Улугуру (2653 m) и др. Разломните зони са силно сеизмични и има проявления на вулканична дейност: угасналия вулкан Килиманджаро (5895 m) (най-високата точка на Африка), района на Гигантските кратери (Нгоронгоро, Ела Найроби и др.), действащите вулкани Меру (4567 m) и Ол Доиньо Ленгаи (2878 m) на север и угасналия вулкан Рунгве (2961 m), на юг, близо до северния бряг на езерото Малави. В участъкът от платото между двете главни разломни зони релефът е представен от слабохълмисти цокълни равнини с издигащи се над тях островни планини. Покрай брега на Индийския океан се простира крайбрежна низина, образувана от комплекс от морски тераси. Между нея и подножието на платото е разположена ивица от ниски (200 – 500 m) плата.

## Геоложки строеж, полезни изкопаеми
Танзания е разположена в източната част на Африканската платформа, в строежа на която взимат участие главно докамбрийски скали, препокрити само в крайбрежната равнина на изток от палеозойски, мезозойски и кайнозойски седименти. Докамбрийските скали са представени основно от гнайси (на изток, югозапад и в централните части) и несъгласувано покриващите ги зеленокаменни скали от долния архай. Те са пронизани от гранитни интрузии, образуващи ядрото на Танзанийския масив, в който през мезозоя се е проявил кимберлитов магматизъм. Този масив от северозапад и изток е обграден от пояс от къснодокамбрийски нагънати формации – Кибарски и Мозамбикски. През кайнозоя се проявява алкален магматизъм, който териториално е привързан към рифтовите зони на запад. С кимберлитния магматизъм са свързани находищата на диаманти (тръбата Мвадуи), с раннодокамбрийските гранити – находищата на злато (в района на езерата Виктория и Лупа), с къснодокамбрийските гранити – находищата на калай и волфрам (в Корогве). Значителни са находищата на титаномагнетитови, ниобиеви и карбонатни руди на редки елементи. Въглищният басейн Рухуху-Сонгве (на юг) съдържа нискокалорични каменни въглища със запаси 0,8 млрд. т. В страната има находища слюдест оптичен кварц, скъпоценни камъни, апатит, графит, корунд, асбест, талк, медно-полиметални руди, калиеви соли и др.

## Климат
Климатът на Танзания е екватоиално-мусонен, горещ, сезонно влажен. Средната температура на най-топлия месец (октомври или ноември) във вътрешното плато е от 20 – 22 до 25 – 27°С, а на най-хладния (юли или август) – ат 12 – 15 до 20 – 22°С. В планините са ясно изразени височинните климатични пояси, включително до нивалния пояс в планината Килиманджаро. Годишната сума на валежите варира от 500 – 750 mm до 1000 – 1500 mm. Най-голямо количество валежи (над 1500 mm) получават наветрените (южни и източни) склонове на високите планини, западния бряг на езерото Виктория и островната част на страната, а най-малко количество валежи (250 – 500 mm) – падините на североизток и централните части на Танзания, лежащи в „дъждовна сянка“ от околните планини. Основното количество валежи пада от октомври-ноември до април-май, а продължителността на сухия сезон продължава 5 – 7 месеца.

## Води
Територията на Танзания попада в пет водосборни басейна: Индийски, Нилски, Конгоански, Замбезийски и безотточен. Най-големи са реките вливащи се директно в Индийския океан: Рувума (760* km, по границата с Мозамбик), Мбемкуру, Матанду, Руфиджи (600 km) с левия си приток Голяма Руаха (480 km), Руву, Вами, Пангани (420 km) и др. Към водосборния басейн на река Нил принадлежат реките, вливащи се в езерото Виктория: Кагера )597* km) с десния си приток Рурубу (416* km), Мара, Гурумети, Семию и др. Към басейна на река Конго принадлежат реките вливащи в езерото Танганика: Малагараси (475 km), Лугуфу, Ифуме и др. Към водосборния басейн на река Замбези принадлежат реките вливащи се в езерото Малави: Рухуху и др. В централните части на страната са обособени няколко отделни безотточни области, в които се вливат реките: Сибити (в езерото Еяси), Бубу (в блатото Бахи), Рунгва (в езерото Руква) и др. В страната преобладават късите и с бързи течения реки, характеризиращи се с резки колебания на оттока през годината. От всичките реки на Танзания само река Руфиджи е плавателна в най-долното си течение.
На Танзания частично принадлежат големите езера Виктория (68 000* km², южната част)), Танганика (32 900* km², източната част) и Малави (29 604* km², североизточната част) и цялостно – безотточните солени езера Руква (5760 km²), Еяси (1050 km²), Натрон (600 km²), Маняра (230 km²).

## Почви, растителност, животински свят, национални паркове
Почвите в Танзания са предимно кафеникаво-червени (фералитни и алферитни), а в най-сухите райони – червено-кафяви, на места засолени. В слабо дренираните понижения на релефа (по бреговата ивица и в някои падини) са развити сбити черни хидроморфни почви. Във високите части на планините са разпространени планински хумусно-фералитни почви. Най-плодородни са почвите образували се върху млади вулканични скали.
В западните и южните части на страната са разпространени тропичните сухи листопадни редки гори (миомбо) с преобладаване на брахистегии и изоберлинии. В приморските низини са развити паркови савани с баобаби. В засушливите централни и североизточни райони преобладават сухите нискотревисти савани с акации и участъци от бодливи храсти. По склоновете на високите планини виреят влажни вечнозелени планински гори, които частично за заменени от вторични планински савани, а нагоре следва афросубалпийска и афроалпийска растителност. Покрай брега на океана на места се срещат мангрови гори.
Животинският свят на Танзания е богат и разнообразен. Най-многочислени са едрите растителноядни бозайници: слонове, черни носорози, хипопотами, биволи, различни антилопи, зебри, жирафи, а от хищниците – лъвове, леопарди, гепарди, хиени, чакали. От маймуните най-разпространени са павианите. Много богата е птичата фауна, в т.ч. щрауси. Срещат се също крокодили, змии, а много райони са заразени с мухата цеце. За охрана на дивата природа са създадени резерватите: „Гомбе“ (на брега на езерото Танганика), „Маунт Меру“ (около вулкана Меру), „Мкомази“ (по границата с Кения), „Рунгва“ (в централните части), „Селус“ (в басейна на река Руфиджи), „Килиманджаро“ (около планината Килиманджаро), „Катави“ (северозападно от езерото Руква) и др.; националните паркове: „Серенгети“ (в северната част), „Лейк Маняра“ (около езерото Маняра), „Нгурдото Крейтер“, „Нгоронгоро“ и др.